# Horská válka 1915–1918
Fronta horské války mezi Rakousko-Uherskem a Itálií za první světové války (italsky Guerra Bianca, německy Gebirgskrieg) probíhala v letech 1915 až 1918 od průsmyku Stelvio na švýcarských hranicích přes Ortles a Adamello k severnímu jezeru Lago di Garda, východně od Adiže, dále přes Pasubio, přes Valsuganu, Lagorai a Dolomity ke Karnskému hřebenu a Julským Alpám až k městu Gradisca d'Isonzo. V roce 1915 – ještě před vypuknutím války mezi Německem a Itálií – byly v rámci Alpského sboru nasazeny také německé jednotky. Němci však zatím nesměli překročit italské hranice – i když dělostřelectvo už střílelo do Itálie. 

## Výchozí situace

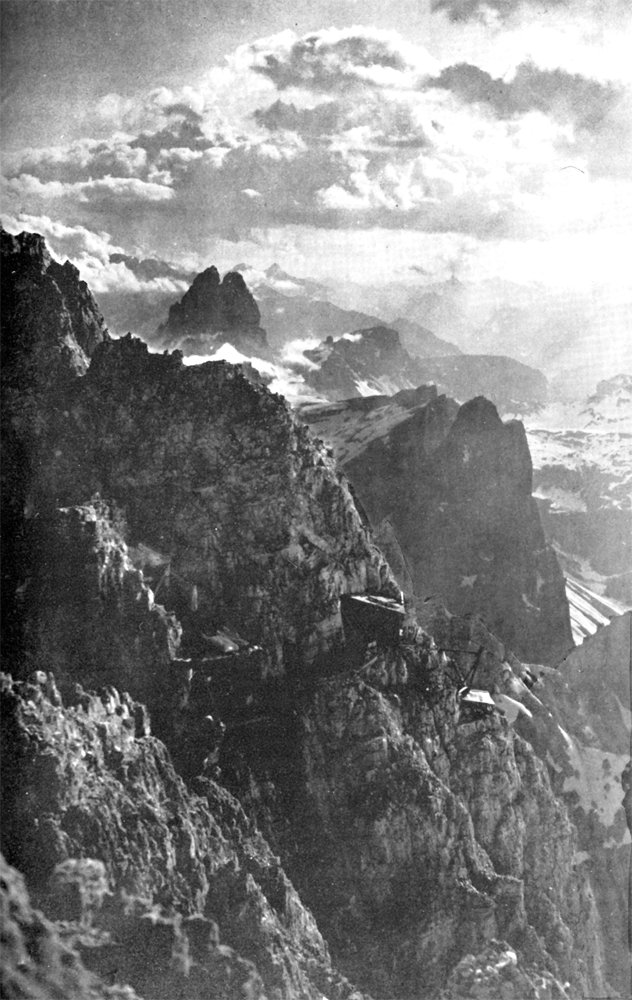
Rakouská pozice na svazích Croda Rossa di Sesto

Před vypuknutím první světové války patřila Itálie s Rakousko-Uherskem a Německým císařstvím k takzvanému Trojspolku. V roce 1914 odmítla vstoupit do války na straně Centrálních mocností s odůvodněním, že Trojspolek je obranný pakt. Alianční závazek existoval pouze v případě napadení jednoho ze spojenců, ale podle italského názoru válku zahájily Německo a Rakousko-Uhersko.
Skutečným důvodem bylo to, že Trojdohoda od počátku dávala Itálii sliby, které odpovídaly aspiracím italské Irredenty. Ve Friuli a Jižním Tyrolsku, stejně jako v Trentinu a Terstu žily různě silné italské menšiny a Trojdohoda přislíbila tato rakouská území Itálii v případě, že vstoupí do války na její straně. Rakousko poukazovalo na to, že i ve Francii a Švýcarsku žije více Italů jako menšina, ale to nenašlo odezvu. Dalším důvodem bylo pravděpodobně to, že Itálie považovala Rakousko za údajně slabšího soupeře. Italský generální štáb měl v plánu postoupit do Vídně během čtyř týdnů. Italská ekonomika také neměla zájem bojovat po boku Centrálních mocností. Italská ekonomika byla velmi závislá na dovozu surovin po moři, který by byl v případě války proti Trojdohodě zablokován.
Italské obyvatelstvo však v žádném případě nebylo válkou nadšeno a muselo být motivováno propagandou. Básník Gabriele d'Annunzio, který uměl vytvářet protirakouské nálady, zde vynikal. Také generál Luigi Cadorna dokázal optimistickými sliby a prognózami strhnout parlament na svou stranu. Byl zdvořilý řečník, ale neměl příliš vojenských schopností. Rakouská hranice byla v očekávání italského vstupu do války dobře opevněna, ale byla obsazena pouze slabými jednotkami Landsturmu. Na některých úsecích fronty nebyly na začátku k dispozici vůbec žádné císařské a královské jednotky. Dobrovolníci zde v noci pochodovali z vrcholu na vrchol a s mnoha pochodněmi předstírali silnější vojsko. Generál Cadorna se vyhýbal jakémukoli riziku i rychlé ofenzivě. Rakušané nakonec přivedli k italským hranicím posily ze srbské a ruské fronty, a tak se jim podařilo zorganizovat jednotnou obranu již po dvou týdnech.
Rakousko již před válkou nechalo na hranicích s Itálií vybudovat rozsáhlá opevnění v očekávání, že spojenecká smlouva s Itálií nebude platit. Po odkladu vstupu Itálie do války bylo opevnění obsazeno Landwehrem.

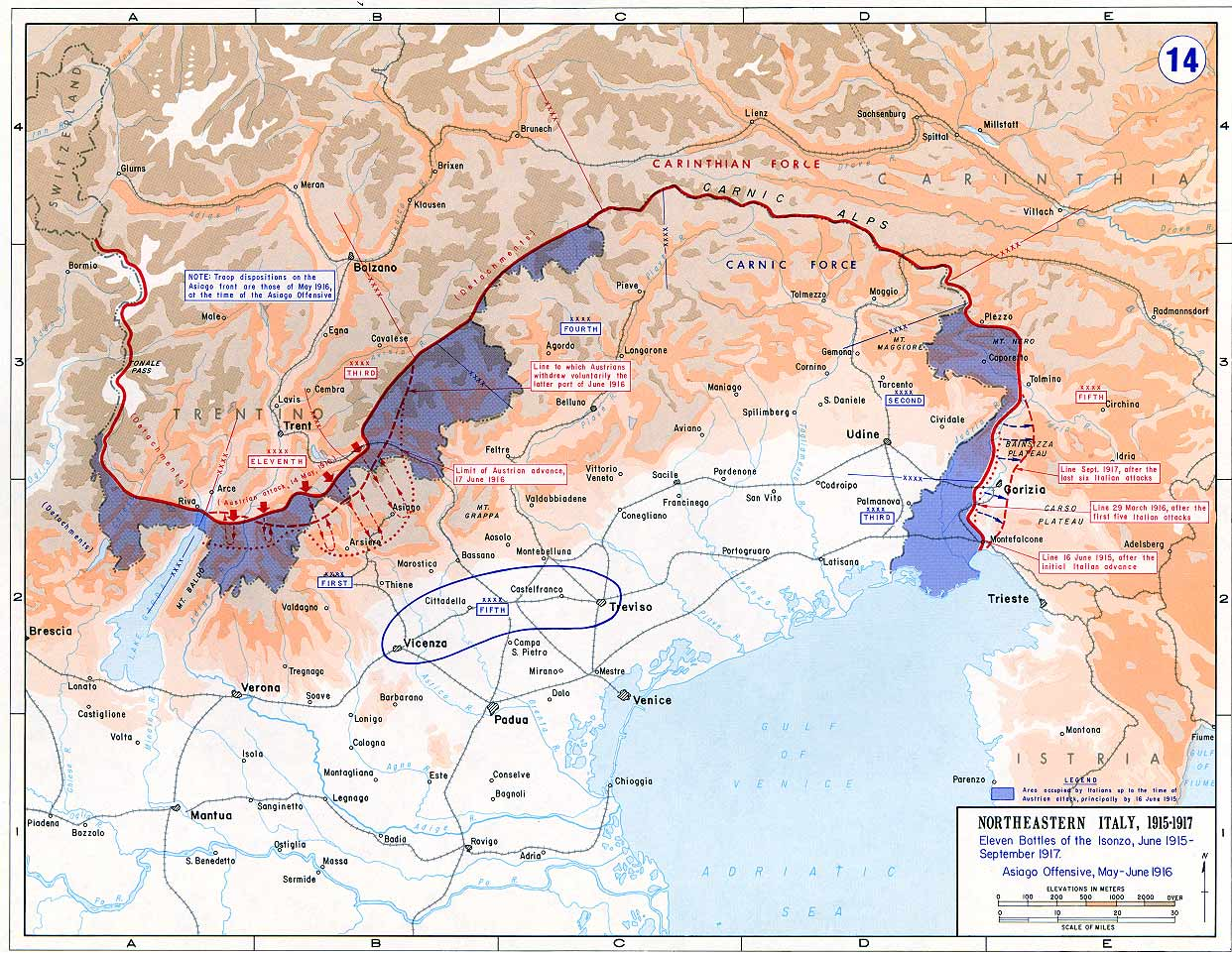
Italská fronta 1915–1917: jedenáct bitev v rámci ofenzivy na Soči a Asiago; modrá barva: italská vítězství.

Němečtí spojenci pomohli podunajské monarchii: nově zformovaný alpský sbor byl v květnu 1915 přesunut do Jižního Tyrolska a zůstal tam až do podzimu. Německo bylo od srpna 1916 formálně ve válce s Itálií. Hornatý terén stál v cestě rychlému italskému postupu a zvýhodňoval obránce.
Na začátku války měla Itálie armádu o síle 900 000 mužů, rozdělenou do čtyř armád a Karnské skupiny. Vrchním velitelem byl generál Luigi Cadorna. Operační plán počítal s postupem 2. a 3. armády přes řeku Isonzo směrem k Lublani, aby se umožnila strategická součinnost s ruskou a srbskou armádou. Karnská skupina měla postupovat směrem na Villach v Korutanech, 4. armáda měla zaútočit na Toblach. 1. armáda, nasazená proti Jižnímu Tyrolsku, měla zaujmout obranný postoj. Již v prvních týdnech bylo zřejmé, že plánované operační cíle jsou zcela nereálné.

## Válečné jeviště
Fronta se z velké části nacházela v hornatém terénu, a kladla tak na vedení války zvláštní nároky. Doslova každou láhev vody a kus dřeva na topení museli na pozice dopravit mezci nebo nosiči. Protože od zimy 1916/17 byli koně a muly kvůli nedostatku krmiva sotva schopni výkonu, byli stále častěji nahrazováni lanovkami s elektrickým pohonem nebo vlakovými spoji.
Nejkratší spojení s Korutany a severním Slovinskem blokovaly také pevnosti postavené v napoleonské době (např. Fort Hermann nebo Herrmannswerk). Vedení rakousko-uherské armády si však bylo vědomo, že tyto pevnosti neodolají moderním výbušným střelám. Děla a posádky těchto pevností byly proto staženy ještě před vypuknutím války, až na minimální zbytkovou posádku, která předstírala, že je plně obsazena. Italská vojska se před těmito pevnostmi zastavila a italské dělostřelectvo pevnosti rozstřílelo, čímž rakouská armáda získala čas potřebný k vybudování obranných linií.

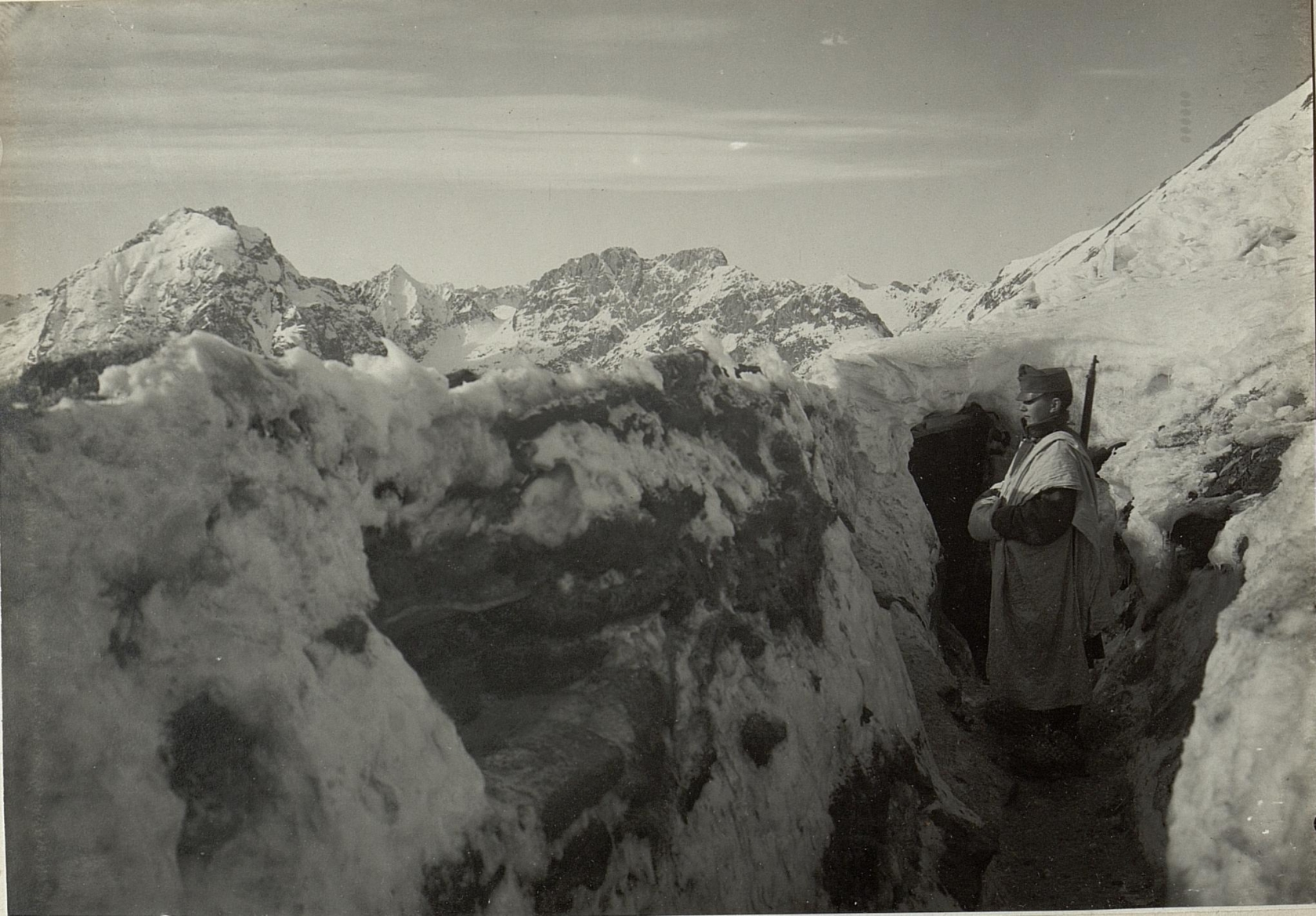
Zákop se strážním stanovištěm na Köderhöhe

Na řece Soča a směrem k Terstu byl terén spíše kopcovitý a zkrasovělý, a tudíž otevřený rozsáhlým útokům. Proto se italské útoky opakovaně soustředily na tento úsek. Zejména jediná dvě rakouská předmostí západně od Soči, u Tolmeinu a Gorice, byla několikrát napadena. Zde se však projevila Cadornova vojenská neschopnost: ačkoli Italové měli elitní jednotky s vysokou úrovní speciálně vycvičené pro horský boj v Alpách a navíc mnohonásobnou převahu s konvenčními silami, zatímco na opačné straně byly přinejlepším druhořadé jednotky složené ze starých a velmi mladých mužů s téměř žádným vybavením, Cadorna váhal. Rakušané tak získali čas na nasazení pravidelných jednotek a vybudování moderní, hluboce posazené obranné linie. Generál Cadorna zpočátku upřednostňoval konzervativní, zastaralou taktiku útoku. Jeho vojáci například postupovali v těsném sevření a v rozestupech, čemuž se všechny ostatní válčící země dlouho vyhýbaly kvůli mimořádně vysokým ztrátám způsobeným kulometnou palbou obránců. Cadorna byl navíc příliš váhavý, a tak často odevzdával již získaná počáteční vítězství. Navíc měl extrémně brutální styl vedení, kdy porážky byly způsobeny pouze nedostatkem morálky vojáků, nikoliv plánováním nebo terénem. Kromě toho se Cadorna velmi negativně vyjadřoval k pravidelné obměně jednotek v první linii. Dokonce i dopisy z domova by vojáky jen "obměkčily", ačkoli vojáci často netrpělivě očekávali polní poštu. Cadornův způsob myšlení lze pravděpodobně alespoň částečně přičíst častým zásobovacím potížím italské armády. Cadornův styl vedení a jeho záliba v nesmyslných a ztrátových útocích vedly k několika vzpourám, které byly krvavě potlačeny.

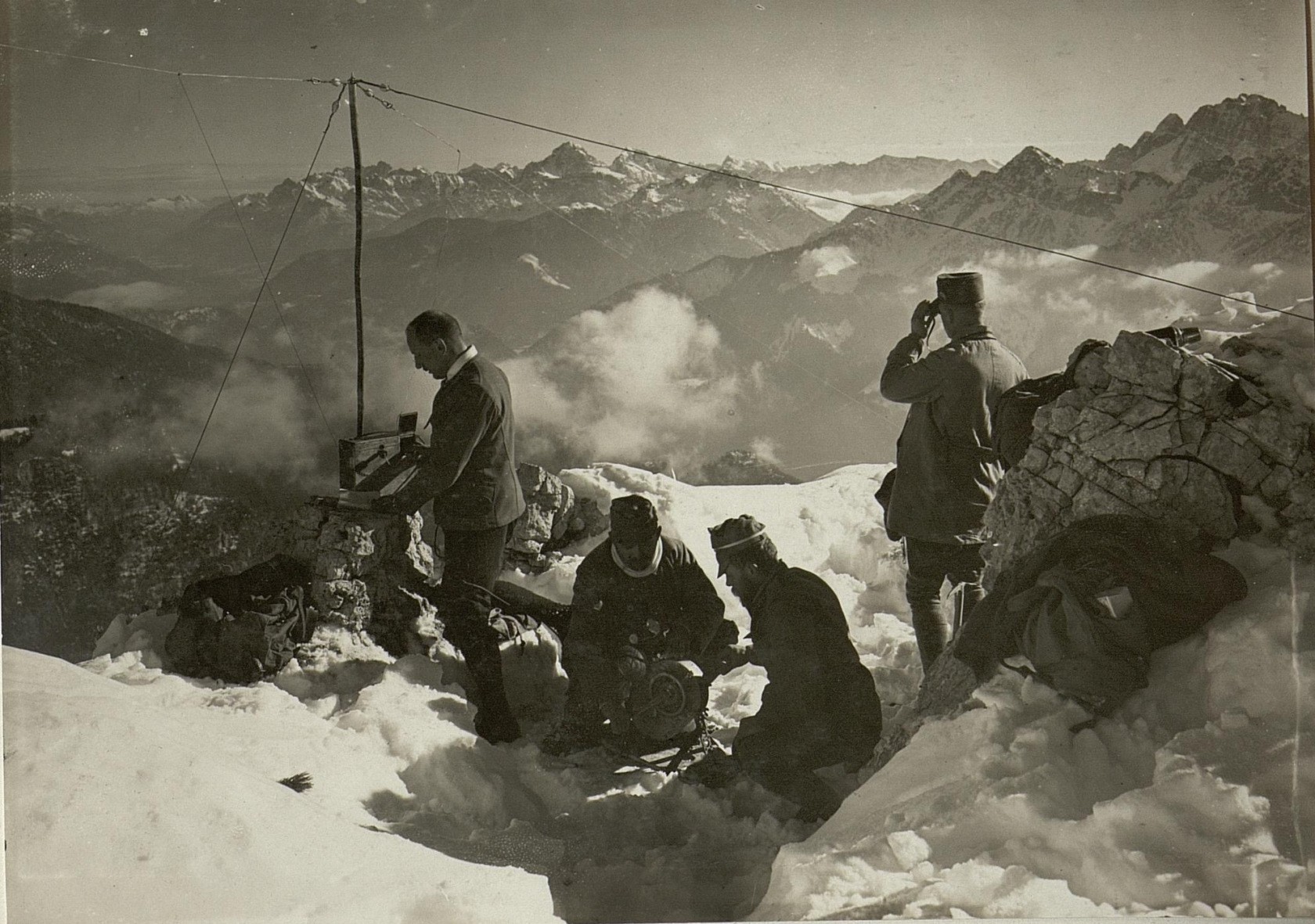
Rakouská radiová stanice na Gisnitz (1916)

Rakušané zase vyslali na italskou frontu generálplukovníka Svetozara Boroeviće z Bojny, jednoho ze svých nejschopnějších velitelů. Především obrana patřila k jeho specialitám; opakovaně dokázal zabránit italskému průlomu, přestože měl třikrát silnější soupeř jasnou převahu. Díky svým schopnostem si brzy vysloužil přezdívku „Lev z Isonza“. Dne 1. února 1918 ho císař Karel I. povýšil na polního maršála.
Obě strany se potýkaly s kázeňskými problémy, dokonce i s dezercí, což bylo způsobeno nesmírným strádáním a nedostatkem. V císařské a královské armádě byly české jednotky obzvláště těžce zasaženy. Začal se projevovat nacionalismus a propagace samostatného českého národního státu ze strany Trojdohody. Špatná zásobovací situace k.u.k. jednotek se postarala o snížení bojové morálky.
Mezi italskými jednotkami byl rozdíl (který přetrvává dodnes) mezi severními a jižními Italy často důvodem k přeběhnutí k nepříteli. Jižní Italové často považovali válku za „válku Říma a Severu“, do které jim nic není.
Vojáky na obou stranách ohrožovaly zejména přírodní síly. Na některých úsecích fronty zahynulo více vojáků v důsledku lavin, pádů skal a nehod než v důsledku nepřátelské palby (→ lavinová katastrofa z 13. prosince 1916). Opět se vedla i minová válka – někdy v obtížném terénu: nepřátelské pozice (někdy i celé horské vrcholy) byly podminovány, podkopány a vyhozeny do povětří. Nejznámějším příkladem je Col di Lana. Sněhové nebo suťové laviny byly také záměrně vyvolávány nad nepřátelskými pozicemi při ostřelování.

## Průběh fronty

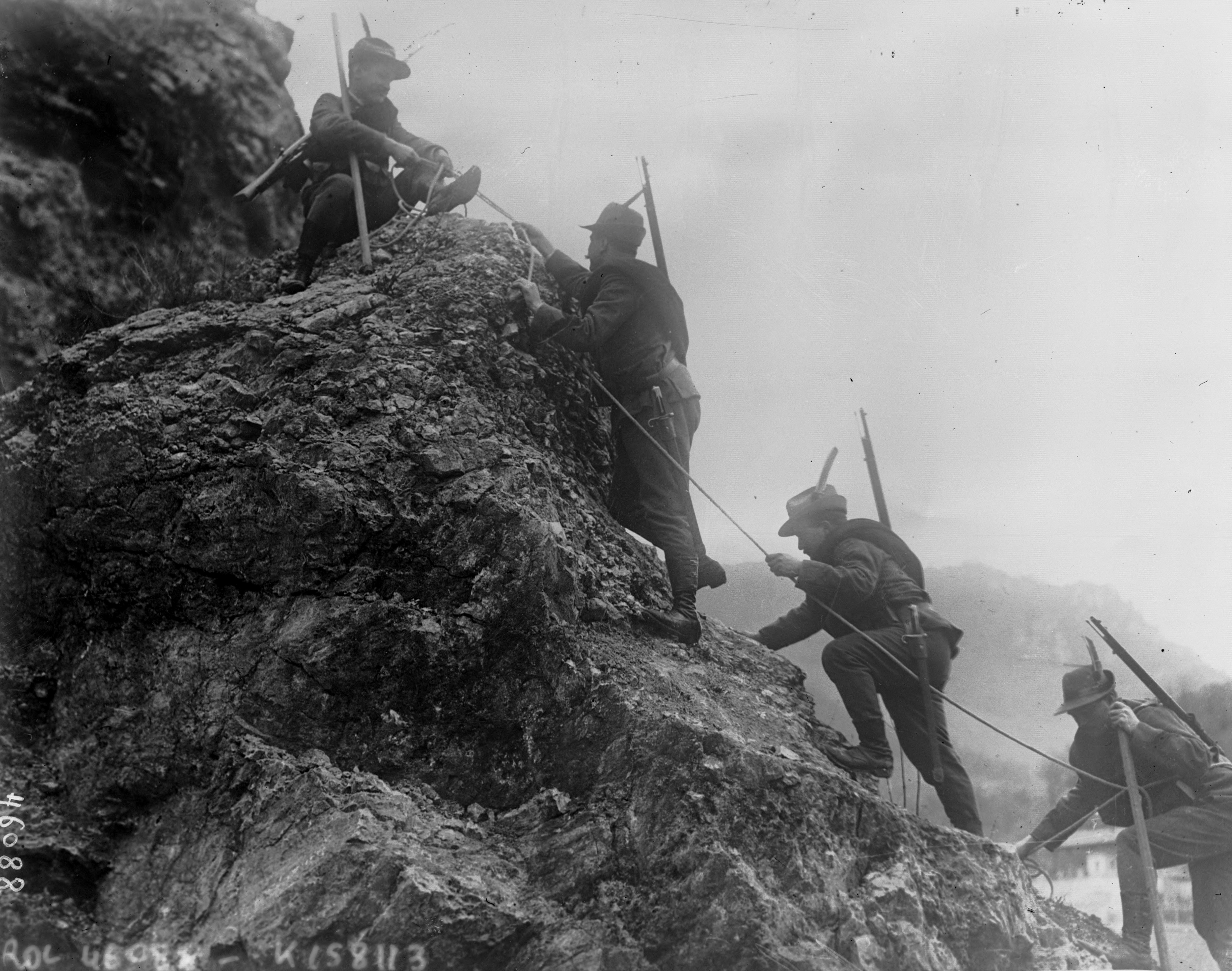
Italští horští myslivci (1915)

Zatímco na rakousko-uherské straně se v Dolomitech odehrávaly zadržovací bitvy (s výjimkou jihotyrolské ofenzívy v roce 1916 a ofenzivy nazvané Unternehmen Lawine), hlavní události se odehrávaly v Karnských a Julských Alpách. Vynikly zejména bitvy na Soči a Piavě.
Teprve po úspěšném srbském tažení proti Srbsku a Černé Hoře na podzim 1915 se Rakousku naskytla příležitost k ofenzivě proti Itálii. Byla naplánována ofenzíva dvou rakouských armád, která měla začít na náhorní plošině Lavarone směrem k Benátkám. Kvůli nepříznivým povětrnostním podmínkám však mohl útok začít až 15. května 1916, což znamenalo, že efekt překvapení byl ztracen. Navzdory obtížnému terénu dosáhla ofenziva počátečních úspěchů, ale brzy uvázla. Ruská Brusilovova ofenzíva, která začala počátkem června 1916, nakonec donutila Rakušany od útoku upustit.
Rakouská jarní ofenzíva, která se uskutečnila v roce 1916 na území sedmi obcí, byla neúspěšná.

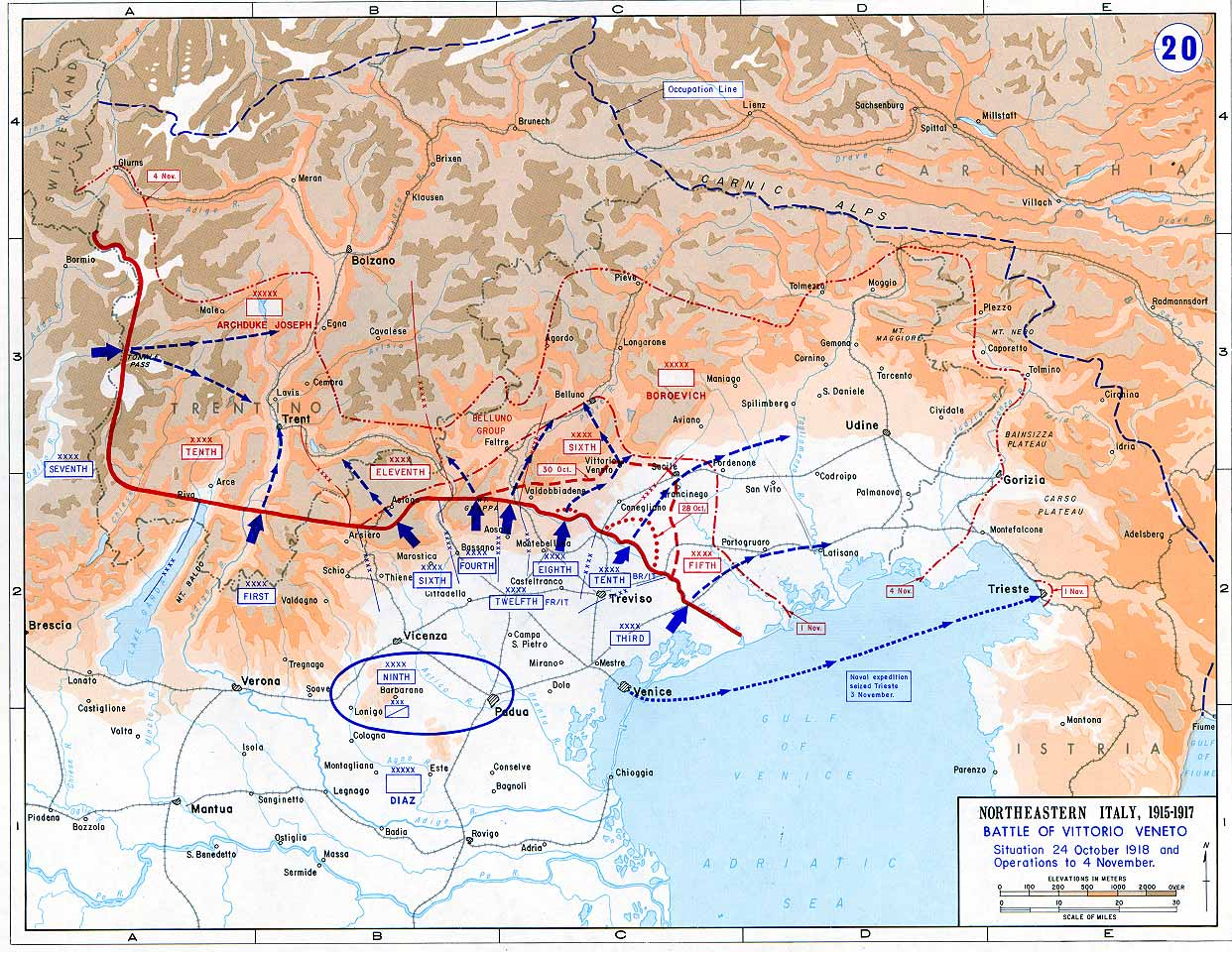
Italská fronta 1918 a bitva o Vittorio Veneto.

Pouze na korutanské a isonzské frontě se jí podařilo přeměnit poziční válku ve válku pohybovou. Plynový útok císařské a královské armády na Flitsch/Plezzo/Bovec na začátku 12. bitvy u Soči 24. října 1917 vedl rovněž ke zhroucení italské fronty ve vysokých horách, což byl úspěch, který přivedl císařskou a královskou armádu do kontaktu se spojeneckými německými jednotkami nejprve k Tagliamentu a dále k Piavě.
Horská fronta pokračovala mezi Stelviem a Piavou až do roku 1918. Jižní úsek rakouské horské fronty se zhroutil na konci října 1918 po bitvě u Vittoria Veneto.

## Průběh války

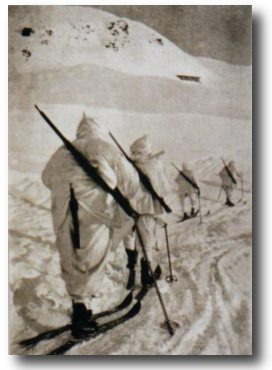
Italští horští myslivci

Dne 23. května 1915 vstoupila Itálie navzdory spojenectví do první světové války na straně Trojdohody proti Rakousku-Uhersku. V manifestu z 23. května 1915 Mým národům císař František Josef uvedl: „Italský král mi vyhlásil válku. Italské království se dopustilo vůči svým dvěma spojencům porušení víry, jaké dějiny dosud nepoznaly.“ Na začátku války měla Itálie armádu o síle 900 000 mužů, rozdělenou do čtyř armád a Karnské skupiny. Vrchním velitelem byl generál Luigi Cadorna. Operační plán počítal s postupem 2. a 3. armády přes řeku Soča směrem k Lublani, aby se umožnila strategická součinnost s ruskou a srbskou armádou. Karnská skupina měla postupovat směrem na Villach v Korutanech, 4. armáda měla zaútočit na Toblach. 1. armáda, nasazená proti Jižnímu Tyrolsku, měla zaujmout obranný postoj. Již v prvních týdnech bylo zřejmé, že plánované operační cíle jsou zcela nereálné. Na jedné straně to bylo způsobeno obtížným terénem a nedostatkem dělostřelectva, ale na druhé straně také zcela nevyzpytatelným chováním italského vrchního velení, které dávalo přednost přímým frontálním útokům na masivně zakopané protivníky. Italští vojáci byli přitom ostřelováni rakouskými kulomety a dělostřelectvem tak silně, že se všechny ofenzívy až na okrajové úspěchy zhroutily. Na rozdíl od Italů měli Rakušané již válečné zkušenosti a věděli, jak důležité jsou dobře opevněné pozice a dělostřelecká převaha. To poněkud kompenzoval generál Hötzendorf, který měl stejně jako Cadorna zálibu v masových útocích s velkými ztrátami a jehož iniciativa vedla k několika neúspěšným rakouským ofenzivám, které však zajistily, že rakousko-uherská armáda byla na konci války schopna dobyté území udržet.
Až do října 1917 probíhala fronta na severu přes Dolomity a poté na východě přes Karnské Alpy. V Julských Alpách probíhala v podstatě podél dnešní italsko-slovinské hranice a na jih podél řeky Soča. Jižně od Gorice se odehrálo několik bitev na krasové plošině východně od dolního toku Soči (1.–12. bitva u Soči), odkud se italská armáda snažila postoupit směrem k Terstu a Lublani. Frontová linie končila u Duina na Jadranu. Celkem byla fronta dlouhá asi 600 km (vzdušnou čarou) a táhla se mezi Švýcarskem a Jadranem ve tvaru vodorovného písmene „S“. Většina fronty se nacházela ve vysokých horách, a proto je třeba uvedených 600 km ve skutečnosti z topografických důvodů prodloužit o několik set kilometrů.
Od října 1917 do října 1918, po Bitvě u Caporetta (12. bitva u Soči), se fronta táhla od náhorní plošiny Sedmi obcí přes Monte Grappa a nížiny podél Piavy až k Jaderskému moři. 

## Muzejní expozice

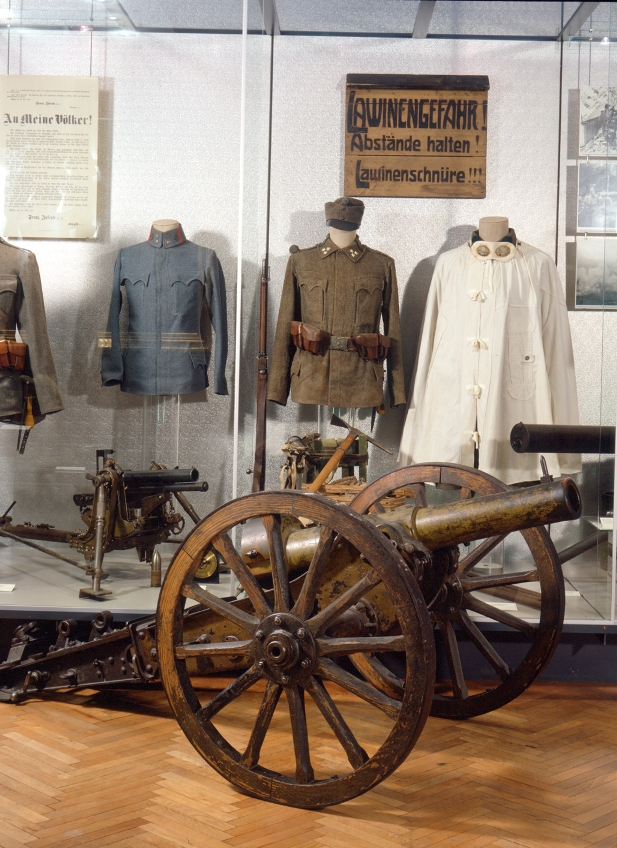
Horský kanon M 1899 v Muzeu vojenské historie.

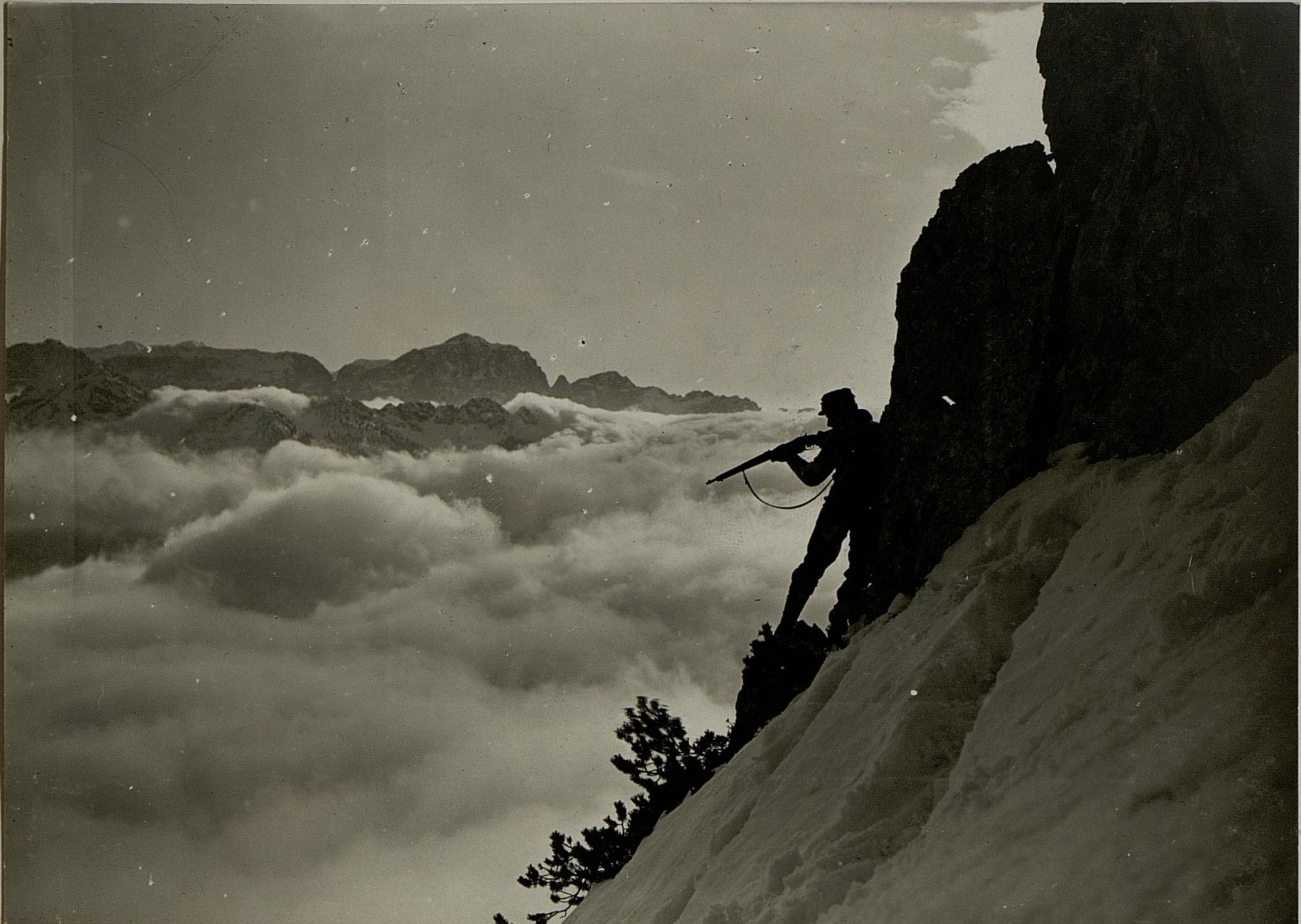
Rakouský střelec na svahu Gisnitz

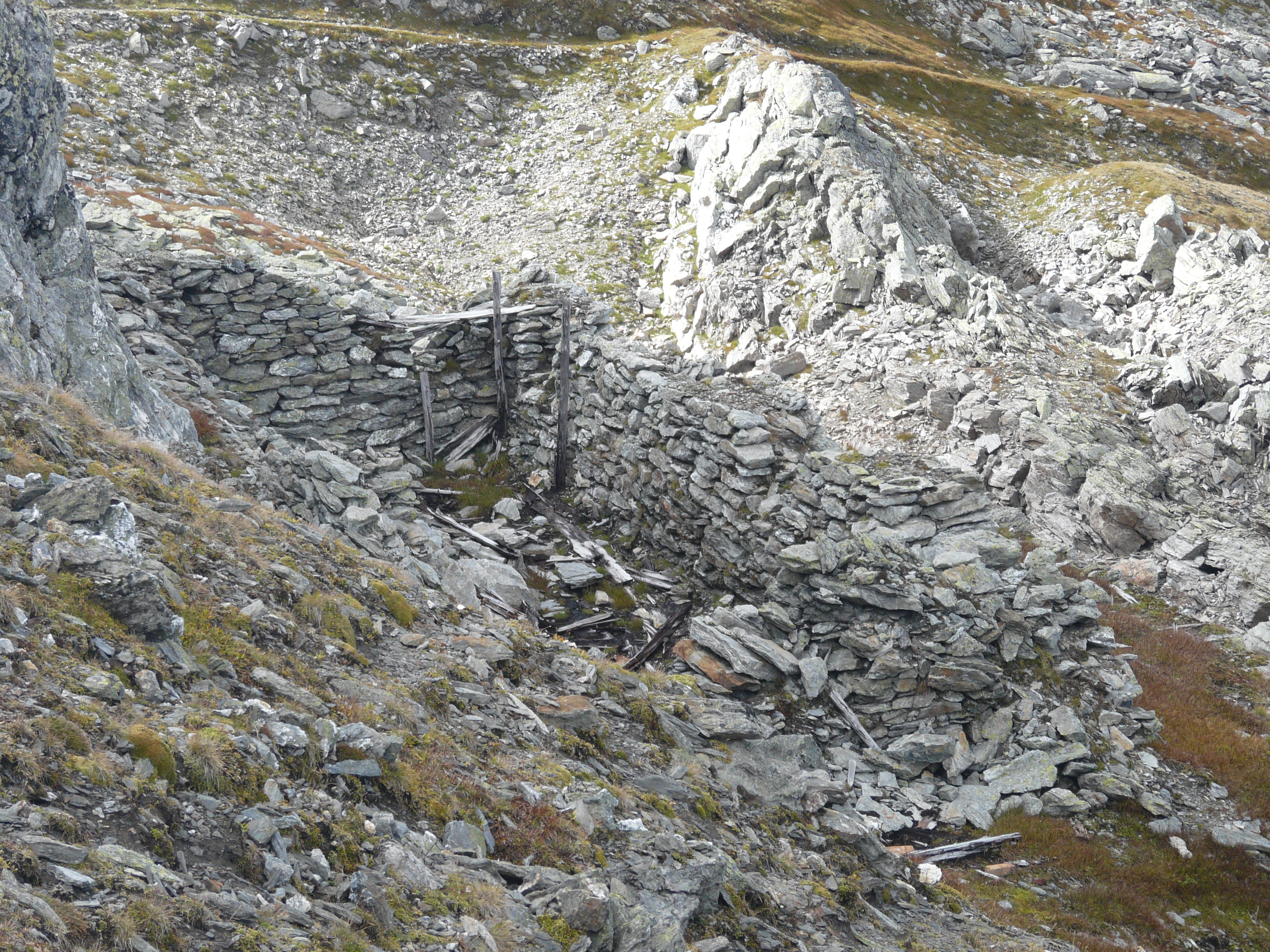
Zchátralé vojenské objekty na hřebenové linii Karnských Alp

V Muzeu vojenské historie ve Vídni je horská válka zdokumentována v samostatné sekci. Mezi vystavenými předměty jsou uniformy, maskovací oděvy, ledovcové brýle, pěchotní zbraně a kulomety, včetně 7cm horského děla M 1899, které bylo umístěno ve vrcholové zóně Ortleru ve výšce 3 850 metrů a bylo nejvýše umístěným dělem v Evropě.
Kobaridské muzeum je věnováno bitvám na řece Soča, zejména bitvě u Karfreitu, na historickém místě. Muzeum získalo v roce 1993 Muzejní cenu Rady Evropy za expozici, která stojí za zhlédnutí.
Muzeum horské války 1915–18, které bylo otevřeno na radnici v Kötschach-Mauthenu v roce 1992 a od té doby získalo několik ocenění, ukazuje pomocí četných fotografií, exponátů a dokumentů vysokohorskou frontu od Ortleru až k Jaderskému moři. Iniciátor Friedensweg (Dolomity) a zakladatel Spolku přátel Dolomit, plukovník (iR) Prof. Walther Schaumann, vybudoval se svými mezinárodními dobrovolníky v průsmyku Plöckenpass také skanzen horské války. Muzeum se svými stanovišti, zákopy a kavernami přibližuje návštěvníkům každodenní život vojáků v první světové válce.
Za zmínku stojí také Muzeum války v Roveretu a další muzea a památníky v Trentinu, které jsou součástí muzejní sítě Rete Trentino Grande Guerra.